# NGC 1245

NGC 1245

NGC 1245 هي مجرة تتبع كوكبة حامل رأس الغول. اكتشفها ويليام هيرشل في 11 ديسمبر 1786.

## روابط خارجية
- NGC 1245 على موقع ويكي سكاي: DSS2, SDSS, GALEX, IRAS, Hydrogen α, X-Ray, Astrophoto, Sky Map, Articles and images